# Wahlbezirk Tirol 8
Der Wahlbezirk Tirol 8 war ein Wahlkreis für die Wahlen zum Abgeordnetenhaus im österreichischen Kronland Tirol. Der Wahlbezirk wurde 1907 mit der Einführung der Reichsratswahlordnung geschaffen und bestand bis zum Zusammenbruch der Habsburgermonarchie.

## Geschichte
Nachdem der Reichsrat im Herbst 1906 das allgemeine, gleiche, geheime und direkte Männerwahlrecht beschlossen hatte, wurde mit 26. Jänner 1907 die große Wahlrechtsreform durch Sanktionierung von Kaiser Franz Joseph I. gültig. Mit der neuen Reichsratswahlordnung schuf man insgesamt 516 Wahlbezirke, wobei mit Ausnahme Galiziens in jedem Wahlbezirk ein Abgeordneter im Zuge der Reichsratswahl gewählt wurde. Der Abgeordnete musst sich dabei im ersten Wahlgang oder in einer Stichwahl mit absoluter Mehrheit durchsetzen. Der Wahlkreis Tirol 8 umfasste die Gerichtsbezirke Kufstein, Kitzbühel und Hopfgarten ohne die Städte Kufstein, Kitzbühel und Hopfgarten.
Aus der Reichsratswahl 1907 ging Franz Stumpf (Christlichsoziale Partei) als Sieger nach Stichwahl hervor. Stumpf konnte sein Mandat bei der Reichsratswahl 1911 verteidigen.

## Wahlen

### Reichsratswahl 1907
Die Reichsratswahl 1907 wurde am 14. Mai 1907 durchgeführt. Die Stichwahl entfiel auf Grund der absoluten Mehrheit von Stumpf im ersten Wahlgang.

#### Erster Wahlgang
| Kandidat                                                                    | Partei                             | Wahlkreis- stimmen | Stimmen- anteil |
| --------------------------------------------------------------------------- | ---------------------------------- | ------------------ | --------------- |
| Franz Stumpf                                                                | Christlichsoziale Partei           | 4237               | 56,6 %          |
| Josef Egger                                                                 | Deutsche Volkspartei               | 1127               | 15,1 %          |
| Trollinger                                                                  | Konservative Partei                | 1109               | 14,8 %          |
| J. Filzer                                                                   | Sozialdemokratische Arbeiterpartei | 995                | 13,3 %          |
| Sonstige                                                                    |                                    | 15                 | 0,2 %           |
| Wahlberechtigte: 8593, Ungültige/Leere Stimmen: 79, Wahlbeteiligung: 88,0 % |                                    |                    |                 |

### Reichsratswahl 1911
Die Reichsratswahl 1911 wurde am 13. Juni 1911 durchgeführt. Die Stichwahl entfiel auf Grund der absoluten Mehrheit von Stumpf im ersten Wahlgang.
| Kandidat                                                                    | Partei                             | Wahlkreis- stimmen | Stimmen- anteil |
| --------------------------------------------------------------------------- | ---------------------------------- | ------------------ | --------------- |
| Franz Stumpf                                                                | Christlichsoziale Partei           | 4570               | 74,4 %          |
| Hans Filzer                                                                 | Sozialdemokratische Arbeiterpartei | 1014               | 16,5 %          |
| Josef Egger                                                                 | Deutschfreiheitliche Partei        | 336                | 5,4 %           |
| Malfatti                                                                    | Konservative Partei                | 200                | 3,3 %           |
| Sonstige                                                                    |                                    | 19                 | 0,3 %           |
| Wahlberechtigte: 9033, Ungültige/Leere Stimmen: 86, Wahlbeteiligung: 68,5 % |                                    |                    |                 |